# Ботанічна
Ботані́чна (рос. Ботаническая, также балка без названия) — маловодна балка в Україні у Роздольненському районі Автономної Республіки Крим, на Кримському півострові, (басейн Чорного моря).

## Опис
Довжина річки 6,0 км, площа басейну водозбору 26,6 км, найкоротша відстань між витоком і гирлом — 4,36 км, коефіцієнт звивистості річки — 1,38. Формується декількома безіменними балками.

## Розташування
Бере початок на північно-західній околиці села Ботанічне (до 1944 року — Аїп, крим. Ayıp, Айып)  на слабохвильовій Бакальсько-Чатирликській рівнині. Спочатку тече переважно на північний захід, а у пригирловій частині балки повертає на північний схід і впадає в Каркінітську затоку, частину Чорного моря.

## Цікаві факти
- Судячи з карти генерал-лейтенанта Мухіна[8] 1817 року, балка раніше розпочиналася на околиці сучасного села Ковильне (до 1944 року — Манай[2], крим. Manay) .
- На південній стороні від початку балки біля села Ботанічне пролягає автошлях Т 0107 (автомобільний шлях територіального значення в Автономній Республіці Крим, Чорноморське — Роздольне — Воїнка)[4].